# Carduus pycnocephalus
Il cardo saettone (nome scientifico Carduus pycnocephalus L., 1763) è una pianta erbacea angiosperma dicotiledone bienne dai grandi capolini spinosi rosei appartenente alla famiglia delle Asteraceae.

## Etimologia
Il nome del genere (Carduus) deriva dal latino (= “cardo” in italiano) che a sua volta potrebbe derivare da una parola greca il cui significato si avvicina al nostro vocabolo “rapare”; ma altre ricerche farebbero derivare da un'altra radice, sempre greca,  “ardis”  (= “punta dello strale”), alludendo ovviamente alla spinosità delle piante di questo genere. L'epiteto specifico (pycnocephalus) deriva dal greco ”pyknos” (= denso, compatto) e ”cephalus” (= testa) e fa riferimento alla compattezza dell'infiorescenza.

Il binomio scientifico della pianta di questa voce è stato proposto da Carl von Linné (1707 – 1778) biologo e scrittore svedese, considerato il padre della moderna classificazione scientifica degli organismi viventi, nella pubblicazione "Species Plantarum ed. 2" del 1763.

## Descrizione

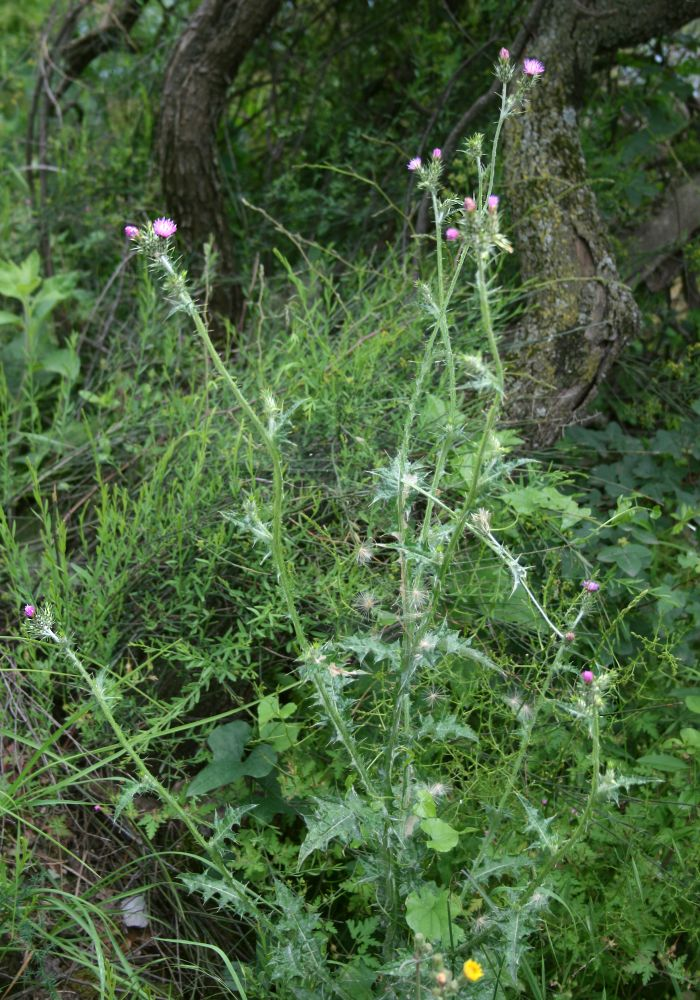
Il portamento

È una pianta eretta che può raggiungere dai 2 ai 6 dm (massimo 12 dm) di altezza. La forma biologica della specie è emicriptofita bienne (H bienn); ossia sono piante perennanti per mezzo di gemme poste al suolo con un ciclo di crescita biennale: significa che il primo anno produce al più una bassa rosetta basale di foglie, mentre il secondo anno fiorisce completamente. In alcuni casi può essere considerata anche terofita scaposa (T scap) e quindi a ciclo biologico annuo. L'indumento di queste piante può essere tomentoso con peli unicellulari.

### Radici
Le radici sono grosse di tipo fascicolato e servono anche da ancoraggio oltre che da alimentazione.

### Fusto
La parte aerea del fusto è eretta, ramosa-corimbosa verso l'alto e alata; le ali raggiungono l'infiorescenza con spine robuste lunghe 10 – 15 mm; la continuità delle ali a volte può essere interrotta. 

### Foglie
Le foglie sono di due tipi: quelle basali che si sviluppano il primo anno e quelle cauline disposte in modo alterno. La lamina è a contorno lanceolato; la pagina inferiore è pubescente-aracnoidea, quella superiore più o meno glabra; il bordo è percorso da spine lunghe 3 – 10 mm.
- Foglie basali: sono pennatolobate o pennatopartite con 3 - 5 copie di lobi o segmenti spinosi; sono rastremate verso il picciolo alato.
- Foglie cauline: quelle superiori sono sessili e progressivamente ridotte con lamina appena pennatosetta o largamente lineare e indivisa; le foglie superiori non superano i capolini.

Dimensioni delle foglie: larghezza 2 – 6 cm (massimo 15 cm); lunghezza 5 – 12 cm (massimo 40 cm).

### Infiorescenza
L'infiorescenza è formata da alcuni capolini (da 2 a 5) sessili e strettamente aggruppati. La struttura del capolino è quella tipica delle Asteraceae: un breve peduncolo sorregge un involucro a forma cilindrica o ellissoide (più lungo dei fiori), composto da diverse brattee (o squame) disposte su più serie in modo embricato che fanno da protezione al ricettacolo setoloso (pagliette diritte) sul quale s'inseriscono i fiori tubulosi. Le squame sono intere a forma lanceolata, appressate alla base; quelle mediane sono minutamente cigliate sul bordo e ragnatelose sulla nervatura centrale; quelle inferiori sono poco più brevi delle altre, in genere sono bruscamente ristrette all'apice con una breve punta. Diametro del capolino: 0,8 – 2 cm. Dimensione dell'involucro: larghezza 10 mm; lunghezza 20 mm. Dimensioni delle squame medie: larghezza 2 – 2,5 mm; lunghezza 14 – 16 mm.

### Fiore
I fiori sono tutti del tipo tubuloso (il tipo ligulato, i fiori del raggio, presente nella maggioranza delle Asteraceae, qui è assente), sono ermafroditi, attinoformi, tetra-ciclici (con quattro verticilli: calice – corolla – androceo – gineceo) e pentameri (ossia sia il calice che la corolla sono composti da cinque elementi).
- Formula fiorale :

- /x K {\displaystyle \infty }, [C (5), A (5)], G 2 (infero), achenio

- Calice: i sepali del calice sono ridotti ad una coroncina di squame.
- Corolla: la corolla ha una forma cilindrica (tubolare) terminante con 5 profondi lobi; il colore è roseo (raramente è biancastro o purpureo). I lembi della corolla sono lunghi quanto il tubo. Lunghezza della corolla: 15 – 17 mm.
- Androceo: gli stami sono 5 con filamenti liberi, papillosi e pubescenti; le antere sono saldate fra di loro e formano un manicotto circondante lo stilo; sono inoltre caudate alla base.
- Gineceo: l'ovario è infero e uniloculare formato da 2 carpelli; lo stilo è unico con uno stimma terminale lungamente bifido e glabro. All'apice dello stilo è presente un ciuffo di peli. La superficie stigmatica è localizzata nella parte interna dello stilo.[15]
- Fioritura: da aprile a luglio (agosto).

### Frutti
I frutti sono degli acheni a superficie chiara (da marrone chiaro a grigio-marrone), glabri, ad inserzione basale e con una coroncina conico-troncata all'apice; la forma è ovoide di pochi millimetri (4 – 5 mm) con 10 – 13 nervi longitudinali. Gli acheni sono carrucolati; ossia hanno delle protuberanze per agevolare il distacco dei semi. Il pappo è formato da setole semplici e diritte, connate alla base e disposte in un anello deciduo in un unico pezzo; i margini delle setole sono scabri o con fine barbe e avvolgono per 4/5 i fiori (lunghezza del pappo: 10 – 14 mm).

## Biologia
- Impollinazione: l'impollinazione avviene tramite insetti (impollinazione entomogama).
- Riproduzione: la fecondazione avviene fondamentalmente tramite l'impollinazione dei fiori (vedi sopra).
- Dispersione: i semi cadendo a terra (dopo essere stati trasportati per alcuni metri dal vento per merito del pappo – disseminazione anemocora) sono successivamente dispersi soprattutto da insetti tipo formiche (disseminazione mirmecoria).

## Distribuzione e habitat

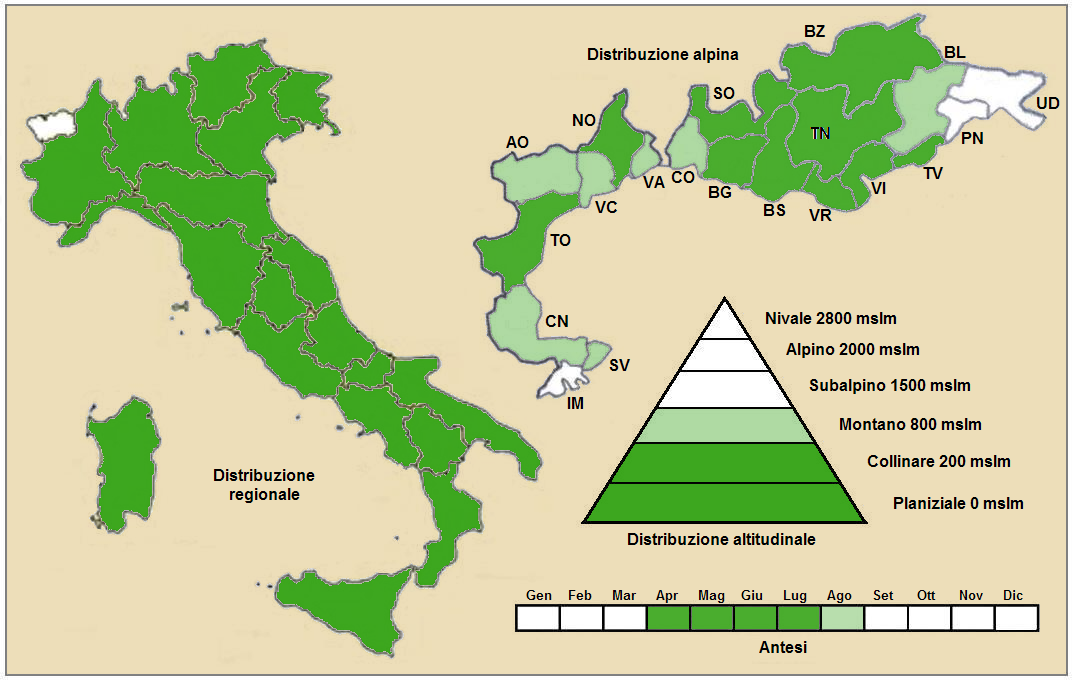
Distribuzione della pianta
(Distribuzione regionale – Distribuzione alpina)

- Geoelemento: il tipo corologico (area di origine) è Euri-Mediterraneo / Turanico.
- Distribuzione: in Italia è presente più o meno ovunque. Nelle Alpi ha una presenza discontinua. Oltreconfine, sempre nelle Alpi, è presente solamente in Francia (dipartimenti di Alpes-de-Haute-Provence, Alpes-Maritimes e Drôme). Sugli altri rilievi europei si trova nel Massiccio Centrale, Pirenei, Monti Balcani e Carpazi.[18] Fuori dall'Europa è presente in Africa del Nord, Asia occidentale e Subcontinente indiano, Australia, America del Nord e del Sud (in queste ultime tre zone il Carduus pycnocephalus è considerato naturalizzato).[19]
- Habitat: l'habitat tipico per questa specie sono gli incolti, i bordi delle vie; ma anche gli ambienti ruderali e le scarpate. Il substrato preferito è calcareo ma anche calcareo/siliceo con pH basico, alti valori nutrizionali del terreno che deve essere arido.
- Distribuzione altitudinale: sui rilievi queste piante si possono trovare fino a 1.250 m s.l.m.; frequentano quindi i seguenti piani vegetazionali: collinare e in parte quello montano (oltre a quello planiziale – a livello del mare).

### Fitosociologia

#### Areale alpino
Dal punto di vista fitosociologico alpino Carduus pycnocephalus appartiene alla seguente comunità vegetale:
Formazione: delle comunità terofiche pioniere nitrofile
Classe: Stellarietea mediae
Ordine: Sisymbrietalia

#### Areale italiano
Per l'areale completo italiano questa sottospecie appartiene alla seguente comunità vegetale:
Macrotipologia: vegetazione erbacea sinantropica, ruderale a megaforbieti.
Subclasse: Chenopodio-stellarienea Rivas Goday, 1956
Ordine: Sisymbrietalia officinalis <smal> J. Tüxen ex W. Matuszkiewicz, 1962
Alleanza: Hordeion leporini Br.-Bl. in Br.-Bl., Gajewski, Wraber & Walas, 1936 Corr. O. Bolos, 1962
Descrizione: l'alleanza Hordeion leporini raggruppa comunità nitrofile primaverili di tipo ruderale (bordi delle strade, viottoli di campagna e discariche di materiali). La distribuzione di questo gruppo è prevalentemente nella fascia costiera e collinare nei territori a clima mediterraneo arido. Fuori dall'Italia si trova in Spagna, Dalmazia, Grecia e grandi isole centro-mediterranee. Questa alleanza è molto ricca da un punto di vista floristico.
Specie presenti nell'associazione: Hordeum murinum subsp. leporinum, Sisymbrium officinale, Koeleria phleoides, Carduus pycnocephalus, Spergularia campestris, Plantago major, Rumex pulcher, Amaranthus deflexus, Portulaca oleracea, Ammi majus, Marrubium vulgare, Chenopodium vulvaria, Chenopodium opulifolium, Anthemis cotula, Scolymus hispanicus, Xanthium spinosum, Malva sylvestris, Anacyclus clavatus, Crepis bursifolia

## Tassonomia
La famiglia di appartenenza di questa voce (Asteraceae o Compositae, nomen conservandum) probabilmente originaria del Sud America, è la più numerosa del mondo vegetale, comprende oltre 23.000 specie distribuite su 1.535 generi, oppure 22.750 specie e 1.530 generi secondo altre fonti (una delle checklist più aggiornata elenca fino a 1.679 generi). La famiglia attualmente (2021) è divisa in 16 sottofamiglie.
Cardueae è una delle 4 tribù della sottofamiglia. La tribù Cardueae a sua volta è suddivisa in 12 sottotribù (la sottotribù Carduinae è una di queste).  Il genere Carduus elenca 92 specie distribuite in Eurasia e parte in Africa del nord, delle quali una ventina sono presenti spontaneamente sul territorio italiano.

### Filogenesi
Il genere di questa voce è inserito nel gruppo tassonomico della sottotribù Carduinae. In precedenza provvisoriamente era inserito nel gruppo tassonomico informale "Carduus-Cirsium Group". La posizione filogenetica di questo gruppo nell'ambito della sottotribù è abbastanza vicina al "core" della sottotribù (con il genere Cirsium forma un "gruppo fratello") e dalle analisi molecolari è stato calcolato in 7,2 milioni di anni fa la separazione di questo genere dal resto del gruppo.
Il numero cromosomico di C. pycnocephalus è: 2n = 32, 36, 54, 60, 62 e 64..
I caratteri distintivi di questa specie nell'ambito del genere sono:
- le foglie sono glabre di sopra e pubescenti-aracnoidee di sotto ed hanno 2 - 5 segmenti per lato;
- le infiorescenze sono formate da 2 - 5 capolini;
- la forma dell'involucro è più o meno cilindrico;
- le brattee involucrali medie sono larghe da 1,5 a 3 mm;
- gli acheni sono lunghi 4 – 5 mm.

Questi caratteri sono condivisi con le seguenti specie (tra parentesi sono indicati alcuni caratteri distintivi della specie):
- Carduus tenuiflorus Curtis, 1789 - Cardo minore (le foglie hanno 6 - 8 segmenti per lato; le brattee esterne dell'involucro finiscono bruscamente con una breve punta apicale).
- Catduus sardous DC. - Cardo di Sardegna (le foglie hanno 6 - 8 segmenti per lato; le brattee esterne dell'involucro finiscono gradualmente in una lunga punta apicale).

Le tre specie citate sopra sono molto affini con dei rapporti tassonomici da chiarire insieme alla specie C. membranaceus Lojac., 1903 la cui esistenza è dubbia e la specie balcanica C. angusticeps H. Lindb..

### Sottospecie
Per questa specie sono riconosciute le seguenti sottospecie (non sempre le varie sottospecie sono riconosciute da tutte le checklist):

#### Subsp.pycnocephalus
- Nome scientifico: Carduus pycnocephalus subsp. pycnocephalus
- Descrizione: la superficie delle foglie è marmorizzata con venature bianche; le spine delle foglie superiori non superano i capolini; i capolini sono raggruppati a 2 o 3; l'involucro è ragnateloso-pubescente; le brattee esterne dell'involucro sono meno lunghe dei fiori.
- Geoelemento: il tipo corologico (area di origine) è Euri-Mediterraneo / Turanico.
- Distribuzione: in Italia è presente ovunque (esclusa Valle Aosta).

#### Subsp.intermedius
- Nome scientifico: Carduus pycnocephalus subsp. intermedius (Lojac.) Giardina & Raimondo.
- Nome comune: cardo intermedio.
- Descrizione: i capolini sono più numerosi (4 - 8); l'involucro è glabro; le brattee esterne dell'involucro sono più lunghe dei fiori.
- Geoelemento: il tipo corologico (area di origine) è Endemico.
- Distribuzione: Sicilia
- Sinonimi: C. intermedius Lojac.

#### Subsp.marmoratus
- Nome scientifico: Carduus pycnocephalus subsp. marmoratus (Boiss. & Heldr.) P.H.Davis
- Nome comune: cardo marmorizzato.
- Descrizione: le foglie spesso sono marmorizzate e venate di bianco; le spine delle foglie superiori superano i capolini; le brattee inferiori dell'involucro sono più brevi delle altre (meno della metà); la forma delle brattee esterne è ovata o triangolare, quella delle brattee intermedie e superiori è progressivamente allungata e termina in un apice ottuso colorato di purpureo; la corolla è bianca. Fioritura: aprile e maggio.
- Geoelemento: il tipo corologico (area di origine) è Euri-Mediterraneo / Turanico.
- Distribuzione: questa sottospecie si trova nell'Italia del Sud (e isole) fino ad una altitudine di 500 m s.l.m..
- Sinonimi: Carduus australis L. f. subsp. marmoratus (Boiss. & Heldr.) Kazmi - C. marmoratus Boiss. et Heldr. - C. arabicus subsp. marmoratus (Boiss. et Heldr.) kazm - C. pycnocephalus subsp. lopadusanus Arcang. - C. pseudosyriacus Lojac.

#### Altre sottospecie
- Carduus pycnocephalus subsp. albidus  (M.Bieb.) Kazmi - Distribuzione: Africa nord-orientale e Asia occidentale.
- Carduus pycnocephalus subsp. cinereus (M.Bieb.) P.H.Davis - Distribuzione: Europa orientale, Anatolia, Asia minore e Africa nord-orientale.
- Carduus pycnocephalus subsp. breviphyllarius P.H.Davis, 1975 - Distribuzione: Mediterraneo orientale e Asia occidentale

### Ibridi
Nell'elenco seguente sono indicati alcuni ibridi interspecifici (non sempre gli ibridi sono riconosciuti da tutte le checklist):
- Carduus × alleizettei Arènes, 1947 - Ibrido con Carduus nigrescens subsp. australis (Nyman) Greuter
- Carduus × pycnocephaliformis Arènes, 1943 - Ibrido con Carduus acicularis Bertol.
- Carduus × theriotii Rouy, 1905 - Ibrido con Carduus tenuiflorus
- Carduus veronensis Arènes, 1949 - Ibrido con Carduus nutans

In questo elenco sono indicati alcuni ibridi intragenerici:
- ×Carduogalactites ludoviciae (C. Bertrand) P. Fourn., 1940 - Ibrido con Galactites tomentosa Moench

### Sinonimi
Questa entità ha avuto nel tempo diverse nomenclature. L'elenco seguente indica alcuni tra i sinonimi più frequenti:
- Carduus albidus M.Bieb. (sinonimo della sottospecie albidus)
- Carduus albidus Lam. (sinonimo della sottospecie albidus)
- Carduus arabicus Jacq. ex Murray (sinonimo della sottospecie marmoratus)
- Carduus australis L.f. (sinonimo della sottospecie marmoratus)
- Carduus beckerianus Tamamsch. (sinonimo della sottospecie cinereus)
- Carduus brevisquamus (Fiori) Sommier (sinonimo della sottospecie marmoratus)
- Carduus cinereus M.Bieb. (sinonimo della sottospecie cinereus)
- Carduus galactites Lam., 1785
- Carduus halacsyi Heldr. (sinonimo della sottospecie marmoratus)
- Carduus marmoratus Boiss. & Heldr. (sinonimo della sottospecie marmoratus)
- Carduus mouillefarinii (Rouy) A.W. Hill, 1826
- Carduus pseudosyriacus Lojac. (sinonimo della sottospecie marmoratus)
- Carduus pycnocephalus subsp. arabicus (Jacq. ex Murray) Nyman (sinonimo della sottospecie marmoratus)
- Carduus pycnocephalus subsp. breviphyllarius P.H.Davis (sinonimo della sottospecie cinereus)
- Carduus pycnocephalus subsp. lopadusanus Arcang. (sinonimo della sottospecie marmoratus)
- Carduus pycnocephalus var. pycnocephalus
- Carduus syncephalus Reichenb. fil. in Reichenb., 1852
- Carduus tenuiflorus var. albidus (M.Bieb.) DC. (sinonimo della sottospecie albidus)
- Carduus tenuiflorus var. pycnocephalus (L.) DC.

### Specie simili
Tutti i cardi sono molto simili tra di loro. Nell'elenco sottostante sono indicate alcune specie principalmente abitatrici dell'arco alpino con le caratteristiche più differenti rispetto alla specie di questa voce:
- Carduus acanthoides L. - Cardo branca-orsina: il fusto è poco ramoso con pochi capolini terminali; le foglie superiori hanno la lamina ristretta e pennatosetta; la pagina inferiore delle foglie è cosparsa di peli pluricellulari crespi; tutta la pianta è molto spinosa con spine rigide.
- Carduus personata (L.) Jacq. - Cardo bardana: il fusto è ampiamente ramoso con diversi capolini terminali; le foglie superiori hanno la lamina ben sviluppata.
- Carduus defloratus L. - Cardo decapitato: il fusto non è alato e il capolino è solitario e incurvato appena sotto l'infiorescenza; le foglie sono glabre a lamina lanceolata e bordi interi percorsi da deboli spine.
- Carduus crispus L. - Cardo crespo: la pagina inferiore delle foglie è cosparsa di peli unicellulari lisci; le spine in genere sono più deboli.
- Carduus tenuiflorus Curtis - Cardo a capolini gracili: il fusto ha delle spine robuste; i capolini hanno un involucro cilindrico e sono riuniti in un numero maggiore (da 3 a 8, fino a 12); le squame mediane sono glabre.
- Carduus nutans L. - Cardo pendente: le squame mediane dell'involucro presentano nella zona mediana una strozzatura; i capolini sono inclinati.

## Altre notizie
(1) Il cardo a capolini densi in altre lingue viene chiamato nei seguenti modi:
- (DE)  Knäuelköpfige Distel
- (FR)  chardon à capitules denses
- (EN)  Plymouth Thistle

(2) In America del Nord e in altre zone questa pianta è considerate infestante sia perché la rosetta basale non permette la crescita di altre specie, ma anche perché con le sue spine tiene lontani gli animali da pascolo riducendo così le zone utili per il foraggiamento.